# Балкли-Джонсон, Чарльз Балкли
Чарльз Балкли Балкли-Джонсон (Чарлз Бакли Бакли-Джонсон, в оригинале постановлений Георгиевской думы Бюлклей Джонсон, англ. Charles Bulkeley Bulkeley-Johnson; 1867—1917) — бригадир английской кавалерии.
Единственный иностранный кавалер двух степеней российского ордена св. Георгия за участие в Первой мировой войне.

## Биография
Родился в 1867 году в семье потомственных дворян. Отец — бизнесмен, член парламента Гонконга Френсис Балкли-Джонсон, мать — Жанна-София, предки по мужской линии происходили из шотландского поместного дворянства. Получил среднее образование в престижной частной школе Хэрроу. Профессиональное военное образование завершил в военном колледже Сэндхёрст.
Чарльз был выпущен из Сэндхёрста 2-м лейтенантом во 2-й драгунский полк (Королевские шотландские серые драгуны) 5 февраля 1887 года. С 16 марта 1889 года — лейтенант, с 13 июня 1894 года — капитан.
С 1898 года по 1899 год был в составе Египетской армии, принимал участие в «Нильской экспедиции» в Судан, которая привела к поражению Халифа — один из всего лишь двух офицеров полка (и 44 рядовых), временно переданных на усиление «Тяжелого Верблюжьего корпуса». Командовал эскадроном в битве при Умм-Дивайкарате 25 ноября 1899 года, заслужив «упоминание в донесении».
Во Второй англо-бурской войне — с полком в 1-й кавалерийской бригаде бригадного генерала Портера. Участвовал в охране британских коммуникаций межде реками Моддер и Оранжевой, в снятии осады Кимберли, освобождении британских военнопленных из бурских концлагерей, контрпартизанских действиях полка против «непримиримых» буров до 1902 года. Вернулся с полком в Великобританию в 1905 году.
19 августа 1911 года был назначен командующим 2-м драгунским полком, в 1914 году под его командованием Серые шотландцы были приведены к 3-эскадронному составу — 4 взвода по 33 человека в эскадроне.
В начале Великой войны Серые шотландцы назначены в 5-ю Кавалерийскую бригаду британского экспедиционного корпуса в Бельгии. Во время «бега к морю» — отступления британцев под натиском превосходящих сил германцев через территорию Бельгии к проливам Па-де-Кале и Ла-Манш — Серые шотландцы под командованием Балкли-Джонсона неоднократно отличились при проведении заградительных действий и контратак, препятствовавших полному разгрому Британского экспедиционного корпуса.
23 ноября 1914 года за личное мужество и умелое командование полком Балкли-Джонсон был назначен командиром 8 Кавалерийской бригады 3-й Кавалерийской дивизии Британского экспедиционного корпуса с присвоением звания бригадного генерала, а 27 ноября 1914 года — награждён российским орденом св. Георгия IV степени. Ровно через 10 месяцев — теперь уже за умелое командование 8-й бригадой — он был награждён тем же орденом III степени, что сделало его единственным союзным офицером, награждённым крестами двух степеней за участие в Первой мировой войне.
Бригадный генерал Балкли-Джонсон был смертельно ранен на Западном фронте при проведении разведки 11 апреля 1917 года. Скончался в тот же день в городке Монши-ле-Пре в возрасте 49 лет, что сделало его 13-м британским генералом, погибшим на фронтах Первой мировой войны.
Похоронен во Франции на военном участке кладбища коммуны Груа-и-Артуа.

## Награды
- Награждён орденами Св. Георгия 4-й (27 ноября 1914) и 3-й (27 сентября 1915) степеней.
- Также был награждён орденом Почётного легиона (Франция) и орденом Меджидие 4-го класса (Турция).